# Brunei i olympiska sommarspelen 1988
Brunei deltog i de olympiska sommarspelen 1988 med en funktionär, men ingen tävlande.